# Pietro Carloni
Pour les articles homonymes, voir Carloni.
Pietro Carloni, né le 28 octobre 1896 à Taurisano, et mort à Rome le 3 août 1968, est un acteur italien.

## Filmographie partielle
- 1950 : Naples millionnaire (Napoli milionaria) d'Eduardo De Filippo : Enrico Settebellezze
- 1951 : Gendarmes et Voleurs (Guardie e ladri), de Mario Monicelli et Steno : Le commissaire
- 1951 : Filumena Marturano, d'Eduardo De Filippo
- 1952 : Cinque poveri in automobile, de Mario Mattoli : Fabio Mazzetti
- 1952 : Non è vero... ma ci credo, de Sergio Grieco
- 1952 : Amours interdites (Inganno), de Guido Brignone : un commissaire de police
- 1952 : I morti non pagano le tasse de Sergio Grieco
- 1952 : La Machine à tuer les méchants (La macchina ammazzacattivi ), de Roberto Rossellini
- 1953 : Voleur malgré lui (Piovuto dal cielo), de Leonardo De Mitri
- 1955 : Dommage que tu sois une canaille (Peccato che sia una canaglia), d'Alessandro Blasetti : le monsieur intrigant
- 1955 : Un héros de notre temps (Un eroe dei nostri tempi), de Mario Monicelli
- 1959 : Sogno di una notte di mezza sbornia, d'Eduardo De Filippo : le médecin
- 1965 : À l'italienne  (Made in Italy), de Nanni Loy
- 1967 : La Belle et le Cavalier (C'era una volta), de Francesco Rosi